# Ламс Гроув (Ајова)
Ламс Гроув (енгл. Lambs Grove) град је у америчкој савезној држави Ајова. По попису становништва из 2010. у њему је живело 172 становника.

## Демографија
Према попису становништва из 2010. у граду је живело 172 становника, што је -53 (-23.6%) становника више него 2000. године.
| Група             | 2000.       | 2010.       |
| Белци             | 219 (97,3%) | 165 (95,9%) |
| Афроамериканци    | 0 (0,0%)    | 0 (0,0%)    |
| Азијати           | 5 (2,2%)    | 0 (0,0%)    |
| Хиспаноамериканци | 1 (0,4%)    | 5 (2,9%)    |
| Укупно            | 225         | 172         |